# Heiress (fragancia)
Heiress y Heir son fragancias de hombre y mujer de Parlux Fragrances, y son la tercera línea de fragancias aprobadas por Paris Hilton, seguida de Just Me y Can Can.

## Heires
La fragancia para mujer posee una mezcla de fruta de la pasión, melocotón, champán mimosa, flor de Dewberry, madreselva, jazmín estrella, ylan ylang, granadina, Flor de Tiare, hojas de violeta, Sheer Vetiver, Tahitian Tonk y Blonde Woods.

## Heir
La fragancia para hombre posee una mezcla de Bergamota Crujiente, Bálsamo de Abeto, Hojas de Mandarina, Elemi, Pachulí, Suede Cepillado, Lavanda, Almizcle de Hierro, Madera de Sándalo y Ámbar.